# Iwona Okrzesik-Kotajny
Iwona Maria Okrzesik-Kotajny (ur. 22 czerwca 1972 w Żywcu) – polska łuczniczka, olimpijka z Barcelony. Córka Tadeusza i Anny (z d. Lach). 
W latach 1985–1993 należała do klubu sportowego Łucznik Żywiec. Jej trenerami byli: Krzysztof Pituła i Jan Lach. 
W 1992 r. ukończyła Liceum Rolnicze w Milówce. Wyszła za mąż za Tomasza Kotajnego. Mają syna Tadeusza. Pracuje jako urzędniczka i mieszka w Żywcu.

## Osiągnięcia sportowe
- 1991 - złoty medal Halowych Mistrzostw Polski;
- 1992 - srebrny medal Halowych Mistrzostw Polski;
- 1992 - 50. miejsce podczas Igrzysk Olimpijskich w Barcelonie (wielobój indywidualny);
- 1992 - 16. miejsce (10. miejsce w rundzie eliminacyjnej) podczas Igrzysk Olimpijskich w Barcelonie (wielobój drużynowy - razem z Edytą Korotkin-Adamowską i Joanną Nowicką).